# Amblyrhynchus cristatus venustissimus
Amblyrhynchus cristatus venustissimus is een ondersoort van de zeeleguaan (Amblyrhynchus cristatus). De ondersoort werd voor het eerst wetenschappelijk beschreven door Irenäus Eibl-Eibesfeldt in 1962.
De zeeleguaan komt voor op de Galapagoseilanden, bij de kust van Ecuador. Het exacte verspreidingsgebied verschilt per ondersoort. Amblyrhynchus cristatus venustissimus komt endemisch voor op het eiland Española. Het is een duidelijk grotere ondersoort in vergelijking met de andere ondersoorten. Amblyrhynchus cristatus venustissimus is daarnaast duidelijk te onderscheiden van andere ondersoorten door de helder rode vlekken van de dieren in de zomer. Andere ondersoorten zijn juist donkergrijs van kleur.